# Allgemeines Gleichgewichtsmodell
Ein Allgemeines Gleichgewichtsmodell bildet in der Wirtschaftswissenschaft eine Volkswirtschaft als Ganzes ab und untersucht gesamtwirtschaftliche Gleichgewichtszustände. Damit unterscheidet es sich von einem Partialmodell, das nur einzelne Märkte beschreibt. Allgemeine Gleichgewichtsmodelle erklären Phänomene wie Tausch, Produktion, Konsum, Preise oder Arbeitslosigkeit.

## Allgemeines

### Inhalt
Ein Allgemeines Gleichgewichtsmodell stellt eine hypothetische Ökonomie dar, in der alle Konsumenten vollständige, reflexive und transitive Präferenzen über ihre Konsummöglichkeitenmengen haben, also rational sind. Das Modell ist die größtmögliche mikrofundierte Beschreibung einer Ökonomie und beschreibt, wie Konsumenten und Produzenten, gegeben eine gewisse Anfangsausstattung, gleichzeitig Konsum und Produktion wählen. Ziel dieses Modells ist es, allgemeine Allokationen und das Gleichgewicht einer Ökonomie zu untersuchen, ohne auf das Konzept von Partialmärkten zurückzugreifen.
Das Modell lässt sich am einfachsten am Beispiel Edgeworth-Box (einer reinen Tauschwirtschaft) erklären. Es gibt eine feste Zahl von Wirtschaftssubjekten, die mit einer bestimmten Anfangsausstattung an Gütern versehen sind und diese untereinander tauschen können. Wenn jedes Gut zu einem gegebenen relativen Preis (Austauschverhältnis der Güter) auf dem Markt gehandelt wird, wird jedes Wirtschaftssubjekt so viel anbieten bzw. nachfragen, dass es seinen Nutzen optimiert. Dadurch werden sich im Allgemeinen Über- oder Unterangebote für die einzelnen Gütermärkte ergeben. Die zentrale Existenzfrage der Allgemeinen Gleichgewichtstheorie lautet nun, ob es Preissysteme gibt, so dass alle Märkte geräumt werden, d. h., dass genau so viel von einem Gut angeboten wird wie nachgefragt wird. Weiter möchte man wissen, ob die natürlichen Marktkräfte die Ökonomie in Richtung eines Allgemeinen Gleichgewichts bewegen. Dies ist die sogenannte Stabilität des Gleichgewichts. Dieses Model kann um Produktion, Unsicherheit oder andere Bestandteile erweitert werden.
Es geht also darum, ein umfassendes Verständnis einer marktwirtschaftlichen Ökonomie durch einen Ansatz zu finden, der von unten nach oben gerichtet ist: Man beginnt mit sämtlichen Individuen und Unternehmen, deren Präferenzen und Produktionsmöglichkeiten, und betrachtet die sich ergebende Interaktion bei frei verfügbarer Information und rationalem Verhalten. Anders als in der Makroökonomie werden Akteure nicht zu verschiedenen Aggregaten zusammengefasst, um die Beziehungen dieser Aggregate zueinander zu modellieren, sondern jedes Individuum einzeln betrachtet.

### Geschichte
Als erste Vorläufer dieser Theorie können (mit Einschränkungen) die französischen Physiokraten und die Klassische Nationalökonomie von Adam Smith und David Ricardo genannt werden.
Der erste Versuch in der Neoklassischen Theorie, ein umfassendes Modell zur Bestimmung der relativen Preise in einer Ökonomie zu entwickeln, stammt von Léon Walras, dem Begründer der Lausanner Schule. Er wollte aus der Klassischen Nationalökonomie von Adam Smith und David Ricardo eine „exakte Wissenschaft“ machen. Daher versuchte er, die Wirtschaft mathematisch zu beschreiben. Abraham Wald und später Maurice Allais, Kenneth Arrow und Gérard Debreu beschrieben die Existenz und die Stabilität eines Allgemeinen Gleichgewichts für eine Marktwirtschaft mit Privateigentum. Arrow, Allais und Debreu erhielten für ihre Arbeiten zur Allgemeinen Gleichgewichtstheorie (AGT) den Alfred-Nobel-Gedächtnispreis für Wirtschaftswissenschaften.

## Allgemeine Gleichgewichtsmodelle

### Grundlegende Allgemeine Gleichgewichtsmodelle
Hierzu zählen insbesondere das Edgeworth-Box-Modell, bei dem es keine Produktion gibt und nur zwei Konsumenten, die sich bei einer gegebenen Anfangsausstattung auf eine Allokation einigen müssen, und das Robinson-Crusoe-Modell, bei dem es einen Konsumenten und eine Firma gibt und dann das Gleichgewicht untersucht wird. Hierbei ist zu beachten, dass es in diesen einfachsten Allgemeine Gleichgewichtsmodellen keine Marktmacht gibt. Sie stellen also nicht wirklich eine Ökonomie mit nur einem Konsumenten dar, sondern mit nur einer "Art" Konsument. Also einer Ökonomie mit vielen Konsumenten, die alle gleich sind, bzw. beim Edgeworth-Box-Modell zwei "Arten" von Konsumenten, die alle gleich sind.

### Weiterentwickelte Allgemeine Gleichgewichtsmodelle
Das erste Allgemeine Gleichgewichtsmodelle wurde von Léon Walras entwickelt und heißt Walrasianisches Gleichgewichtsmodell. Dieser Begriff wird auch oft als Oberbegriff für alle Allgemeine Gleichgewichtsmodellen benutzt, beschreibt aber im Speziellen nur das grundlegende Modell von Léon Walras. Eine sehr verbreitete und bekannte Weiterentwicklung ist das Arrow-Debreu-Gleichgewichtsmodell, bei dem es beliebig viele verschiedene Konsumenten und Produzenten gibt, die auch Güter beliebiger Qualität und Verfügbarkeit bzgl. Ort und Zeit konsumieren. Außerdem gibt es hier auch Privateigentum an Firmen und Ressourcen, und weder Nutzen- noch Profitmaximierungsprobleme müssen eindeutige Lösungen haben. Damit ist das Arrow-Debreu-Gleichgewichtsmodell eine relativ allgemeine und weitreichende Weiterentwicklung des grundlegenden Walrasianischen Gleichgewichtsmodells. 
Die für allgemeine Gleichgewichtsmodelle typischerweise untersuchten Probleme sind:
- Existenz ("Gibt es überhaupt einen Zustand, der die Bedingungen des allgemeinen Gleichgewichts erfüllt?"),
- Effizienz ("Gibt es einen Zustand, der gegenüber dem betrachteten Gleichgewichtszustand einige Konsumenten besser stellt ohne anderen zu schaden?"),
- Eindeutigkeit ("Gibt es nur einen oder mehrere unterschiedliche Gleichgewichtszustände?"), und
- Stabilität ("Gibt es einen Mechanismus, der – etwa mittels Preisanpassungen – bei Abweichungen vom Gleichgewicht wieder zu diesem zurückführt?").

### Überlappende Generationen, Unsicherheit, Asymmetrische Informationen
Aufbauend auf den grundlegenden allgemeinen Gleichgewichtsmodellen gibt es noch viele Erweiterungen, in denen beispielsweise Unsicherheit, überlappende Generationen (OLG-Modell), asymmetrische Informationen oder andere Marktfriktionen eingefügt werden.

## Andere Gleichgewichtsmodelle
- Partialmarktmodell
- Verallgemeinertes Partialmarktmodell
- Edgeworth-Box Modell
- Robinson-Crusoe-Wirtschaft
- Walrasianisches allgemeines Gleichgewichtsmodell
- Arrow-Debreu-Gleichgewichtsmodell
- dynamische stochastische allgemeine Gleichgewichtsmodelle (DSGE-Modelle)